# بطولات تيتان القتالية
بطولات تيتان القتالية (بالإنجليزية: Titan Fighting Championships)‏ هي عبارة عن شركة لفنون القتال المختلطة مقرها في بومبانو سيتي، فلوريدا. تم بدئ عروضهم في الأصل في مدينة كانساس سيتي وبالقرب منها وتوسعت منذ ذلك الحين لتشمل أماكن في جميع أنحاء أمريكا الشمالية وفي النهاية مواقع دولية. منذ يوليو 2015، يتم بث أحداث تيتان على خدمة يو أف سي فايت باس عبر الإنترنت، والتي تعرض أيضًا مكتبة للأحداث السابقة للمنظمة.

## وصلات خارجية
- الموقع الرسمي